# Podborce
Podborce – wieś na Ukrainie w rejonie lwowskim (wcześniej w rejonie pustomyckim) należącym do obwodu lwowskiego.
W II Rzeczypospolitej wieś w powiecie lwowskim województwa lwowskiego. W czasie kampanii wrześniowej stacjonowała tu 23 eskadra towarzysząca. 
W latach 1943–1944 nacjonaliści ukraińscy z OUN-UPA zamordowali tutaj 12 Polaków.
We wsi jest stacja kolejowa Podborce.
We wsi urodził się Grzegorz Jachimowicz, duchowny greckokatolicki obrządku bizantyjsko-ukraińskiego.